# Straßenbahnmuseum

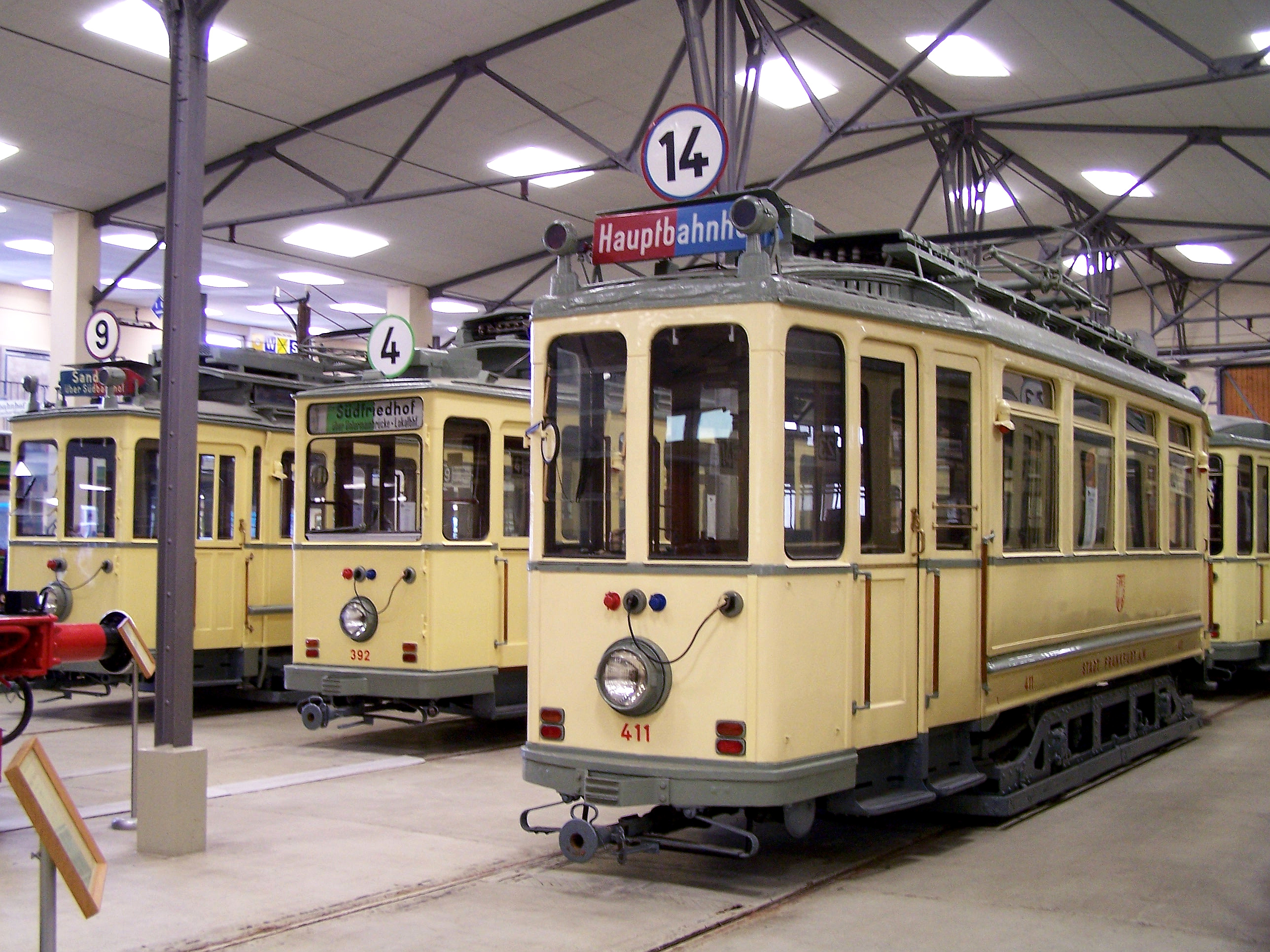
C-, D- und F-Triebwagen in der Westhalle des Verkehrsmuseums in Schwanheim

Ein Straßenbahnmuseum ist ein Verkehrsmuseum, das dem Thema Straßenbahngeschichte gewidmet ist. Als Exponate sind neben Schienenfahrzeugen und straßenbahntechnischen Einrichtungen meistens themenbezogene Gegenstände aller Art wie Karten des Streckennetzes, Fahrkarten, Kursbücher und andere historische Schriftstücke sowie Uniformen und Modelle anzutreffen.

## Straßenbahnmuseen
In den Museen finden sich Sammlungen von Straßenbahn-Trieb- und -Beiwagen und anderen Exponaten, die nicht immer öffentlich zugänglich und durchaus auch ohne eigene Ausstellung hinterstellt sind – z. B. als Teil eines Museums oder als Teil der Fahrzeugsammlung einer Museumsstraßenbahn.
Nahezu alle Straßenbahnbetriebe besitzen Museumswagen, lediglich die größeren oder ehemals großen Betriebe besitzen umfangreichere Sammlungen mit mehreren Fahrzeugen, die verschiedene Epochen der Verkehrsgeschichte dokumentieren.
In Deutschland hatten die Berliner Verkehrsbetriebe BVG die größte und reichhaltigste regionale Sammlung, mit der die Geschichte der Straßenbahn in Berlin von der ersten Pferdebahn (1865) über die Vielzahl einzelner ehemals selbständiger Straßenbahnen Groß-Berlins und über die unterschiedliche Entwicklung in der geteilten Stadt bis in die 1990er Jahre gezeigt werden kann. Elf Straßenbahnwagen aus der Fahrzeugsammlung der Berliner Verkehrsbetriebe gingen an das Deutsche Technikmuseum in Berlin. Eine weitere Sammlung Berliner Straßenbahnwagen wird vom Denkmalpflege-Verein Nahverkehr Berlin e. V. betreut.
In Österreich ist die Sammlung der Wiener Verkehrsbetriebe vergleichbar. Sie umfasst Fahrzeuge von der Pferdebahn über Dampftramway, Wiener Elektrische Stadtbahn bis zu den Gelenkwagen der 1960er Jahre, ergänzt um Oberleitungsbusse und Omnibusse. Der Bereich Tirol, sowohl was das heutige Nord- und Südtirol als auch Teile des Trentino betrifft, wird durch die Sammlungen der Tiroler MuseumsBahnen in Innsbruck abgedeckt. In deren Fahrzeug- und Fotosammlungen und Planarchiven sind die zum Teil in der altösterreichischen Vergangenheit entstandenen Bahnen dokumentiert.
Überwiegend handelt es sich um lokal oder regional ausgerichtete Sammlungen. Die einzige nationale Museumssammlung in Deutschland wird vom Hannoverschen Straßenbahn-Museum unterhalten und stellt die Straßenbahnentwicklung von der Pferdebahn bis zu den Großraum- und Gelenkwagen der 1970er Jahre dar. Darüber hinaus gibt es dort auch einzelne Bahnen aus dem europäischen Ausland, u. a. aus Österreich und den Niederlanden.
Straßenbahnmuseen präsentieren als Museen Teile ihrer Sammlung – Fahrzeuge und / oder andere Exponate zur Straßenbahngeschichte – in ständigen Ausstellungen. Das Spektrum reicht dabei von kleinen Ausstellungsräumen – wie in Mannheim – über abgetrennte Bereiche in noch genutzten Betriebshöfen – wie in Bremen – bis zu eigenständigen kleineren und größeren Museumshallen auf ehemaligen Betriebshöfen – z. B. in Chemnitz, Dresden, Frankfurt, Leipzig, Stuttgart, Köln, Nürnberg oder Innsbruck. Das größte Museum dieser Art ist nach eigenen Angaben das Verkehrsmuseum Remise in Wien.
Fast alle Museen mit eigenen Fahrzeugen bieten auch Museums-Fahrbetrieb an. Eine Minderheit präsentiert bisher eine ausschließlich stationäre Ausstellung historischer Fahrzeuge. Die Aufarbeitung einzelner Museumsexponate ist aber vorgesehen. Das Frankfurter Verkehrsmuseum in Schwanheim bietet bei einmaligen oder regelmäßigen Veranstaltungen wie dem Deutschen Turnfest 2009, der Nacht der Museen oder dem Tag der Verkehrsgeschichte Planbetrieb mit betriebsfähigen historischen Fahrzeugen an.
Teil solcher Ausstellungen sind manchmal Modellbau-Anlagen des früheren Betriebs, zum Teil in der Modul-Bauweise.

## Entwicklung in Deutschland

### Seit den 1960ern
Die Museen in Viernheim und Kassel wurden durch die Verkehrsbetriebe aufgelöst, die die Flächen anderweitig benötigten bzw. verkauften. Am spektakulärsten war 1986 der Konkurs des Deutschen Straßenbahnmuseums mit einer Sammlung von über 300 Fahrzeugen zuzüglich Omnibussen, Oberleitungsbussen und Kommunalfahrzeugen – die größte Straßenbahnsammlung der Welt. 1987 übernahm der Verein Hannoversches Straßenbahn-Museum e. V. in Wehmingen (südöstlich von Hannover) die Fahrzeuge. Seither entstand aus dem ehemals nahezu schrottreifen Wagenpark ein nationales Straßenbahnmuseum, nach 1990 ergänzt um Fahrzeuge aus der DDR.

### Die aktuelle Situation in Deutschland
Die bestehenden Museen und Sammlungen scheinen auf absehbare Zeit gesichert zu sein, langfristig wird der sich auf die Verkehrsunternehmen auswirkende Kostendruck jedoch manchen Museumswagen und auch manches Museum gefährden. In München ist zwar ein weiteres Straßenbahnmuseum in Vorbereitung, aber weitere neue Projekte sind kaum mehr denkbar. Die Vereine leiden teilweise unter Nachwuchsmangel. Die Fusionen im Verkehrsmarkt und die Öffnung für die europäische Konkurrenz lassen zumindest Zweifel aufkommen, ob in Deutschland auf Dauer so viele Museumswagen wie heute fahren werden.